# Вулиця Щирецька (Львів)
Вулиця Щирецька — вулиця у Залізничному районі міста Львова, у місцевості Скнилівок. Сполучає вулицю Кульпарківську з вулицею Скнилівською. Прилучаються вулиця Смотрицького та 1-10-й Скнилівські провулки. У найближчому часі з вулицею Щирецькою перетинатиметься ще й проєктоване продовження вулиці Ряшівської. При вулиці Щирецькій, 105 розташовано невеликий ставок (площа 0,24 га). Частини вулиці межує із Скнилівським парком та територією Міжнародного аеропорту «Львів» імені Данила Галицького.

## Історія
Вулиця виникла на початку XX століття у складі міського села Скнилівок, у старій його частині. Спочатку вулиця отримала назву Горішня. Після приєднання села Скнилівок до міста Львова у 1952 році, вулиці колишнього селища були перейменовані або ж новоутвореним вулицям надавалися певні назви. Так, у 1958 році вулиця отримала назву Продуктивна. Сучасна назва вулиця Щирецька походить від 1993 року, на згадку про селище Щирець, що на Львівщині.

## Забудова
Забудова вулиці Щирецької — одно- та двоповерхова садибна 1930—1960-х років, нові індивідуальні забудови, промислова, сучасна багатоповерхова. 
Будинки
№ 7 — будівельний гіпермаркет «Нова лінія», який було відкрито у 2006 році. Його загальна площа становить 10000 м².
№ 30 — ЖК «Quoroom Avenue» з вбудованими комерційними приміщеннями та підземною автостоянкою. Комплекс складається з шести секцій різної поверховості — від 7 до 9 поверхів. Станом на жовтень 2023 року будівництво триває.
№ 33а — житловий двоповерховий будинок, реконструйований протягом 2012—2013 років під культову споруду — комплекс Залів Царства Свідків Єгови.
№ 36 — ТВК «Південний», найбільший торговельно-відпочинковий комплекс у м. Львові. Він займає величезну ділянку обмежену вулицями Виговського, Скнилівською і Щирецькою та фактично розділив колишнє село Скнилівок навпіл. Заснований Петром Писарчуком у 1996 році. Територія «Південного» від часу заснування значно розширилася, було збудовано більше 10 торгових комплексів, супермаркети, продуктовий ринок, готель «Південний», храм Покрови Пресвятої Богородиці. На території торговельно-відпочинкового комплексу працює близько двох тисяч магазинів, медичні центри, спортивний комплекс, тенісні корти, боксерська школа та фітнес-центр, надаються нотаріальні, банківські та поштові послуги, працюють ресторани та численні кафе. За інформацією адміністрації ринку його щодня відвідує від 15 до 30 тисяч осіб. Діє медичний центр «Фіторія» із сучасною діагностичною технікою та каретами швидкої допомоги. Відкрито спортивний комплекс «Олімпік» зі штучними футбольними полями для міні-футболу; тренажерні зали, басейн. На «Південному» працює близько 17 тис. осіб, із них 2,5 тис. — представники малого та середнього бізнесу.
На території «Південного», від вул. Виговського, розташований храм Покрови Пресвятої Богородиці, освячений 14 вересня 2003 року. Чин освячення здійснив предстоятель УАПЦ, митрополит Київський і всієї України Мефодій. У Службі Божій, яку правив архієпископ Львівський Макарій, брали участь священники різних конфесій України. Трикупольний дерев'яний храм, прикрашений дерев'яною різьбою, збудований у лемківському стилі. Спочатку будівля мала дещо інший вигляд, але через збільшення кількості вірних, було прийнято рішення про перебудову. Внаслідок розбудови 2008 року вона отримала свій теперішній вигляд. Нині храм перебуває у підпорядкуванні Православної церкви України. Храмовий празник — 1 жовтня, у день Покрови Пресвятої Богородиці. При храмі Покрови Пресвятої Богородиці діє Покровська катехитична школа. 24 серпня 2007 року відбулося відкриття та посвячення пам'ятника жертвам Голодомору-геноциду та депортацій українців XX століття, спорудженого біля храму Покрови Пресвятої Богородиці. Такожа території ТВК «Південний» розташовано приватний навчально-виховний комплекс «ЗОСШ І ступеня — ДНЗ „Дивосвіт“». 
Також на території ТВК «Південний» розташований Ісламський релігійно-культурний центр Духовного управління мусульман Криму. Офіційне відкриття мечеті відбулося 24 березня 2023 року.
Між вулицями Скнилівською та Щирецькою, на дев'ятьох ділянках дачного кооперативу «Урожай», будівельна компанія ТзОВ «Скайфол Компані» збудує двосекційний багатоквартирний житловий будинок з підземним паркінгом. Висота забудови не буде перевищувати 31,8 метрів — це для першої, другої — 22,8 та 19,8 м. Загалом, ділянку забудують на майже 40%.

## Транспорт
Безпосередньо по вулиці Щирецькій громадський транспорт не курсує, однак торгові об'єкти, які розташовані на вулиці, цілком забезпечені громадським транспортом, який курсує, як вулицею Виговського, та й вулицею Кульпарківською.

## Світлини

ТВК «Південний»
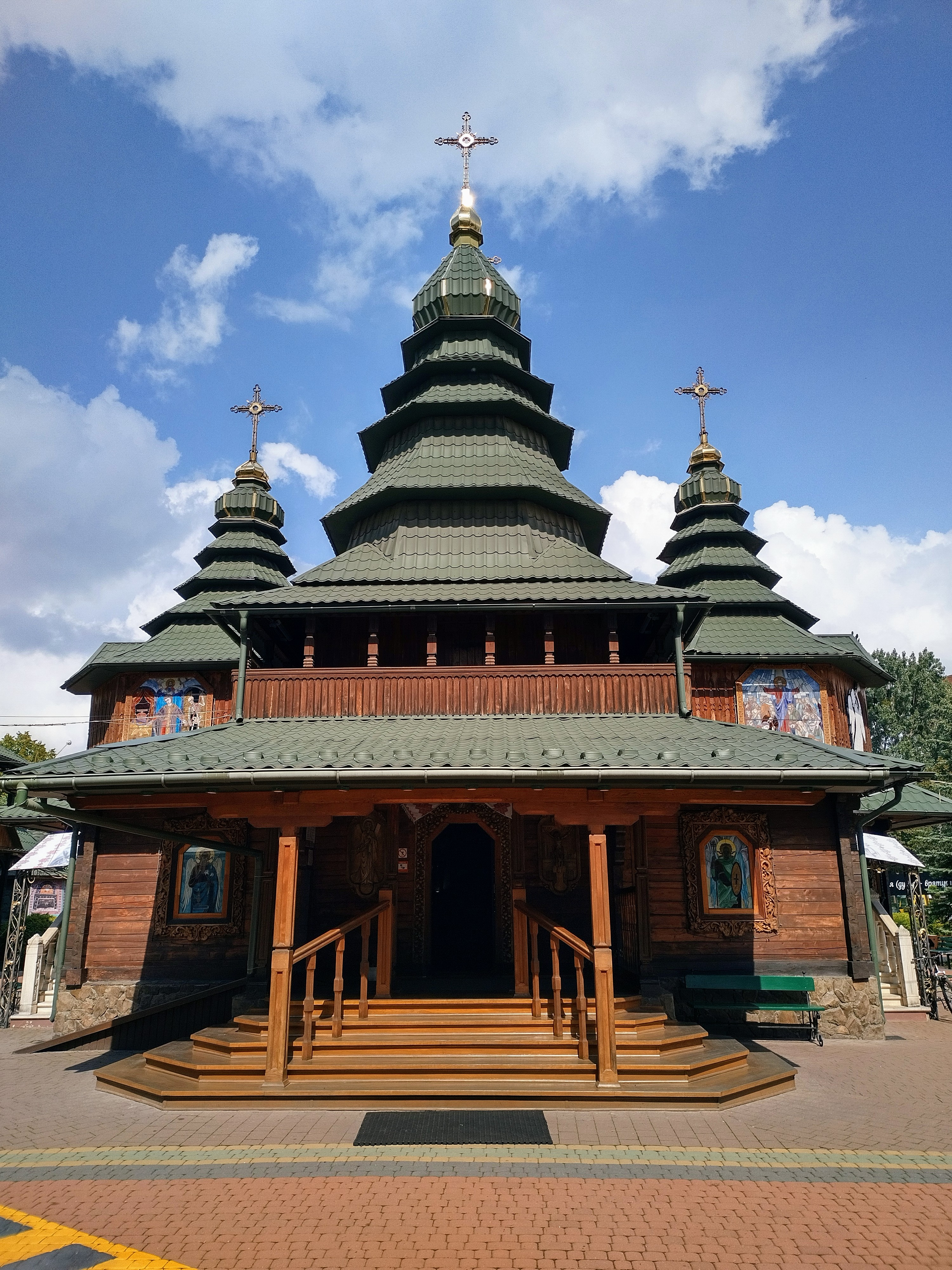
Церква Покрови Пресвятої Богородиці
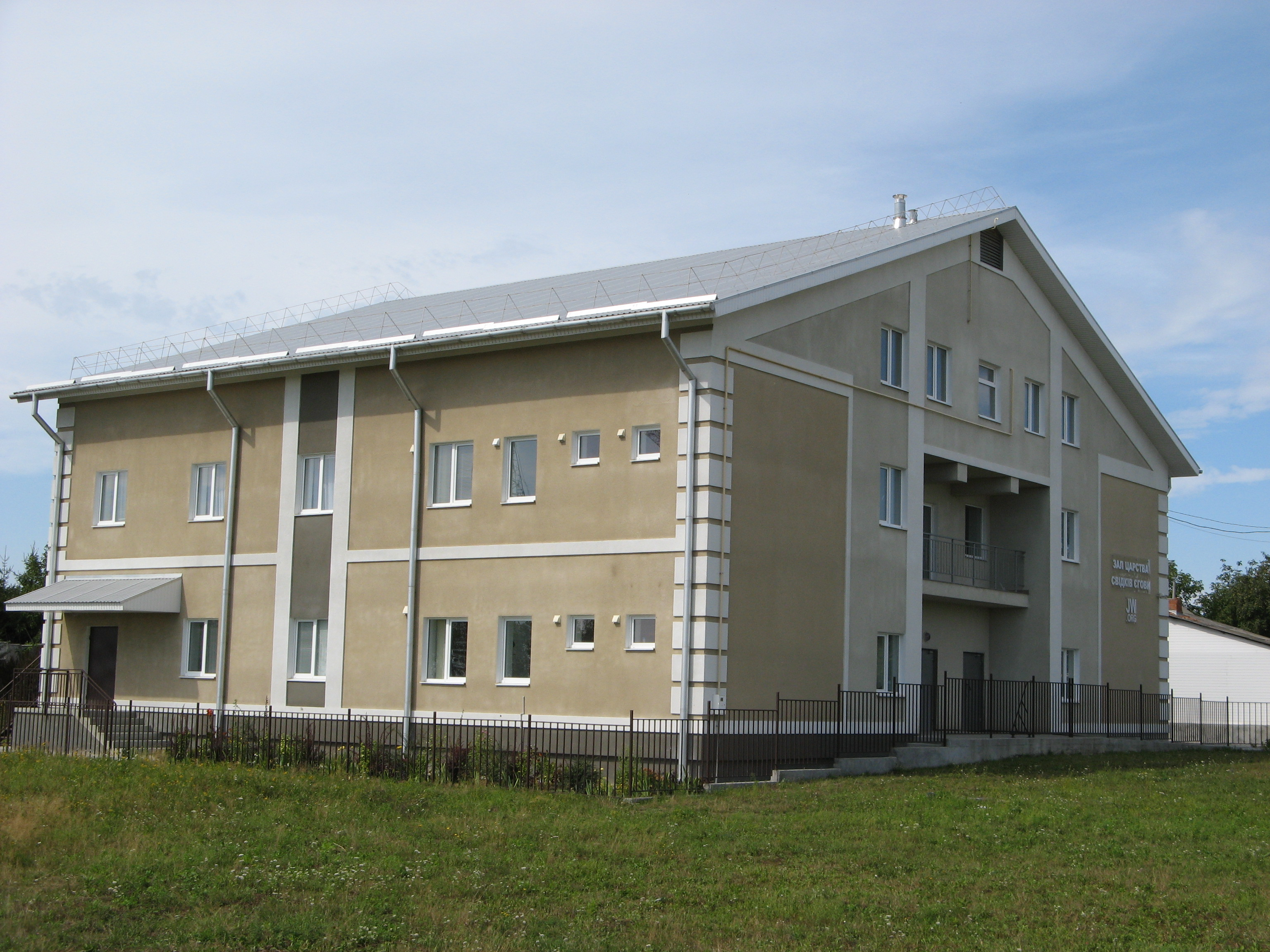
Зал Царства Свідків Єгови
Пам'ятник жертвам голодомору-геноциду та депортацій XX століття